# Gare de Pagny (Côte-d'Or)
Ne doit pas être confondu avec Gare de Pagny-sur-Meuse ou Gare de Pagny-sur-Moselle.
La gare de Pagny (Côte-d'Or) est une gare ferroviaire française de la ligne de Dijon-Ville à Saint-Amour, située sur le territoire de la commune de Pagny-le-Château, dans le département de la Côte-d'Or et dans la région Bourgogne-Franche-Comté. 
Elle est mise en service en 1882 par la Compagnie des chemins de fer de Paris à Lyon et à la Méditerranée (PLM).
C'est une halte voyageurs de la Société nationale des chemins de fer français (SNCF), desservie par des trains TER Bourgogne-Franche-Comté. À proximité le Technoport de Pagny-Bourgogne est une Installation terminale embranchée de la gare de Pagny, gérée à distance depuis la gare de Seurre.

## Situation ferroviaire
Établie à 183 mètres d'altitude, la gare de Pagny (Côte-d'Or) est située au point kilométrique (PK) 352,899 de la ligne de Dijon-Ville à Saint-Amour, entre les gares de Chaugey et de Seurre.

## Histoire
La station de Pagny-le-Château est officiellement mise en service le 20 juin 1882 par la Compagnie des chemins de fer de Paris à Lyon et à la Méditerranée (PLM), lorsqu'elle ouvre à l'exploitation la voie unique de la section de Dijon à Seurre de sa ligne de Dijon à Saint-Amour. C'est une station de 4e classe établie sur un palier à 7 918,00 mètres de celle de Saint-Jean-de-Losne. Elle dispose d'un bâtiment voyageurs, d'une halle à marchandises avec quai découvert, d'un abri, d'un pavillon d'aisances, de deux quais et de voies de service.
La halte est rénovée au début des années 2000, dans le cadre régional d'une convention de modernisation des gares TER réalisée en partenariat par l'État, le Conseil Régional de Bourgogne et la SNCF. Les travaux ont notamment concerné la peinture, la rénovation du mobilier et l'amélioration de l'information présente dans la halte.

## Fréquentation
De 2015 à 2023, selon les estimations de la SNCF, la fréquentation annuelle de la gare s'élève aux nombres indiqués dans le tableau ci-dessous.
| Année     | 2015  | 2016  | 2017   | 2018   | 2019  | 2020  | 2021  | 2022   | 2023   |
| --------- | ----- | ----- | ------ | ------ | ----- | ----- | ----- | ------ | ------ |
| Voyageurs | 8 135 | 9 126 | 11 080 | 10 308 | 9 308 | 9 037 | 7 235 | 12 001 | 10 466 |

## Service des voyageurs

### Accueil
Halte SNCF, c'est un point d'arrêt non géré (PANG) à accès libre.

### Desserte
Pagny (Côte-d'Or) est desservie par des trains du réseau TER Bourgogne-Franche-Comté de la relation Dijon-Ville - Bourg-en-Bresse (ou Seurre).

### Intermodalité
Le stationnement des véhicules est possible à proximité de l'ancien passage à niveau.

## Patrimoine ferroviaire
Le bâtiment voyageurs de type PLM 4e classe a disparu depuis. Une ancienne maison de garde-barrière, de type PLM, a été revendue pour servir d'habitation.

## Technoport de Pagny-Bourgogne
Peu après la gare, en direction de Seurre, ce site multimodal est une Installation terminale embranchée gérée à distance par la gare de Seurre. Le faisceau de réception ferroviaire est composé de trois voies d'une longueur de 750 mètres qui permettent le stationnement de trains complets.

Infrastructure ferroviaire du Technoport
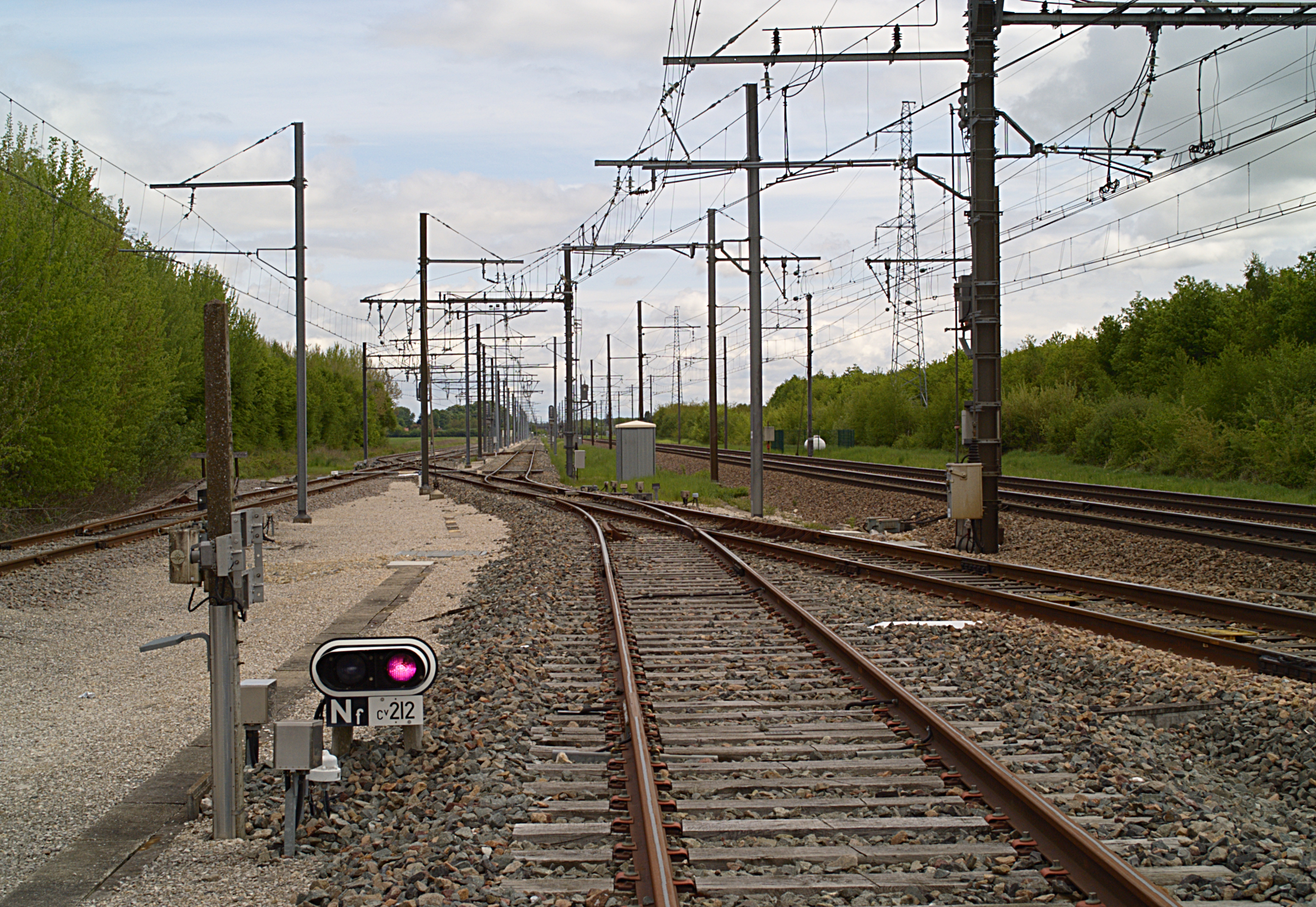
Aiguille et ligne principale.
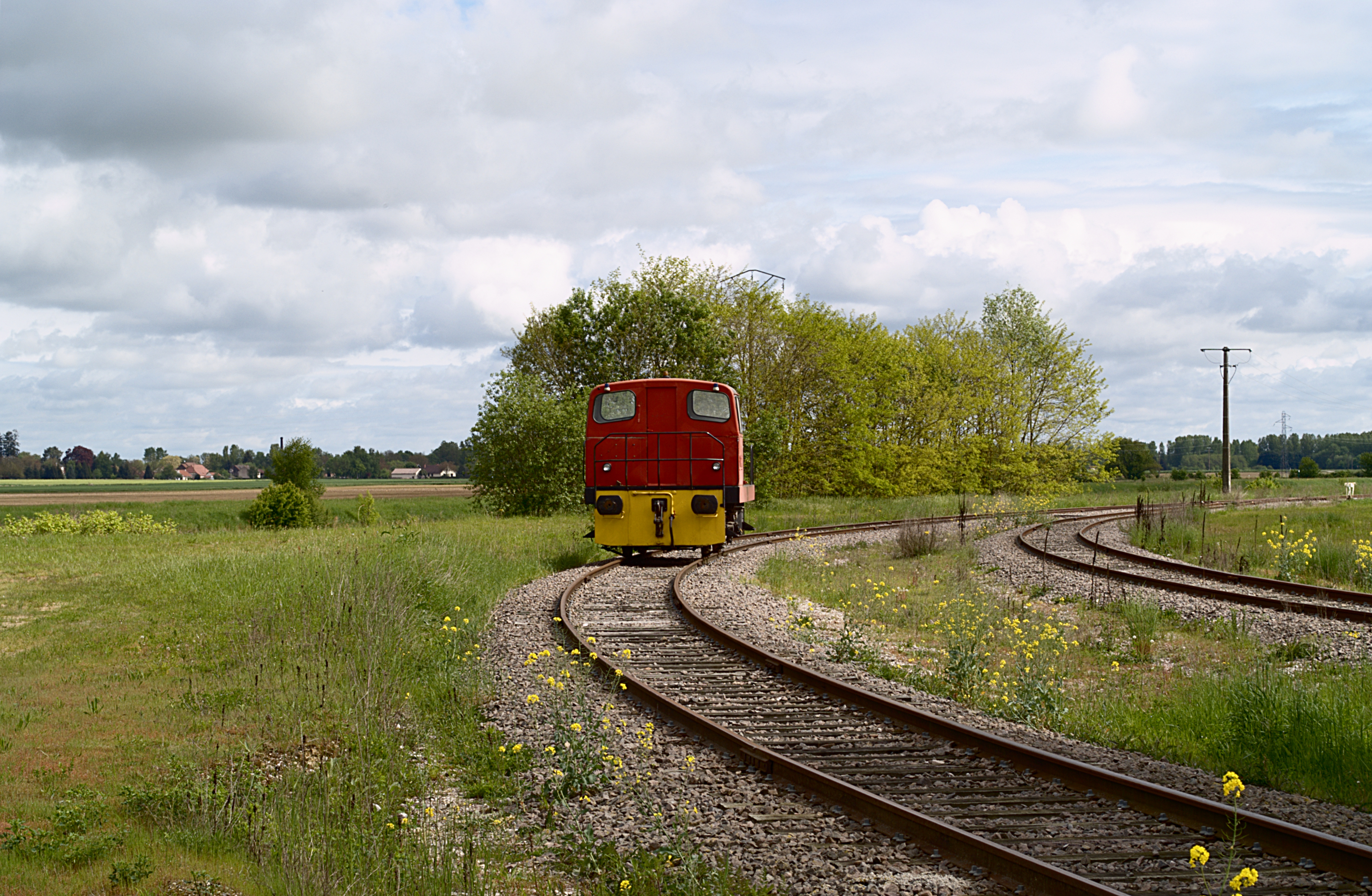
Locotracteur.
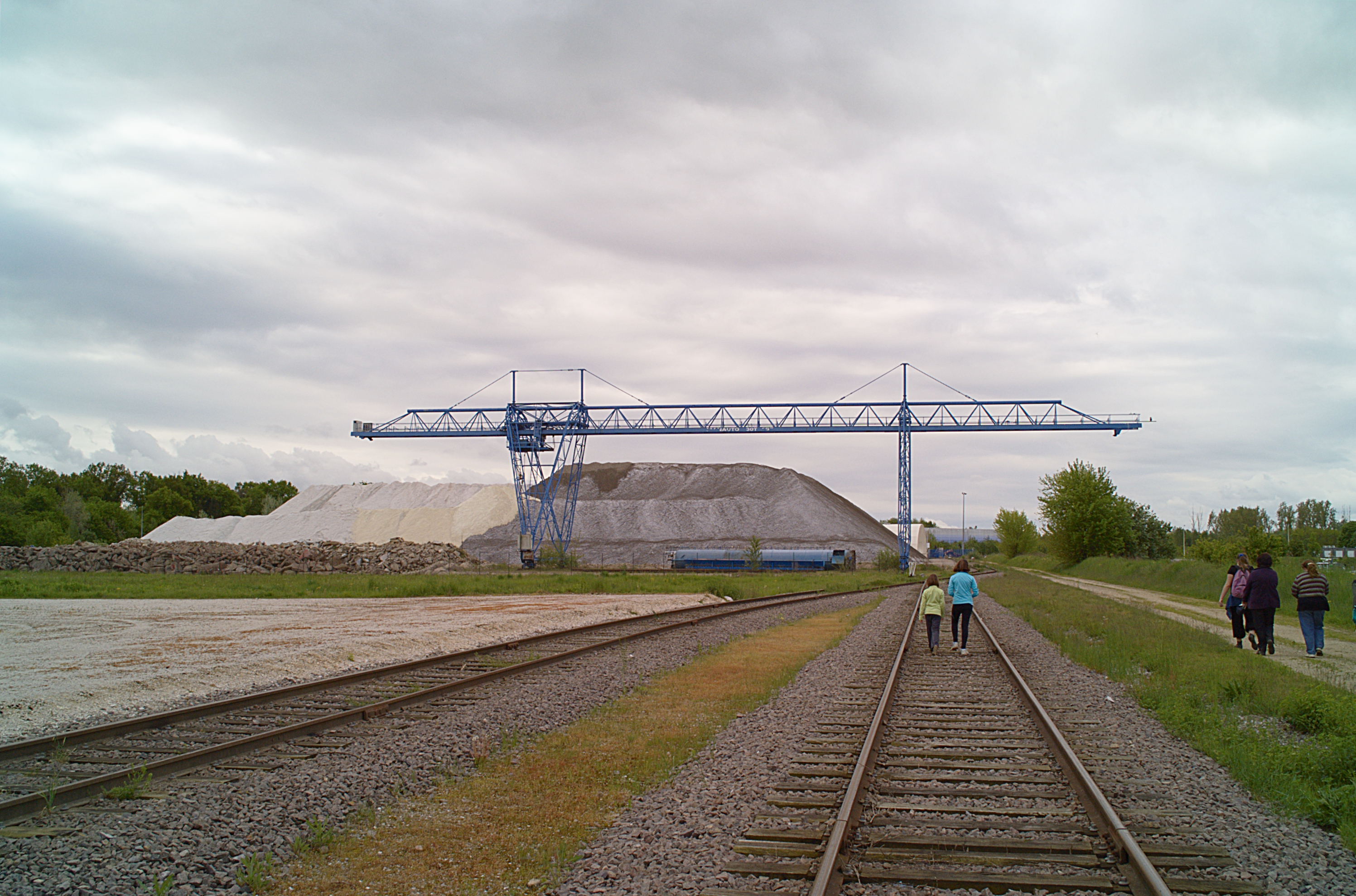
Voie et sel de déneigement.